# Pedra Preta (Mato Grosso)
Pedra Preta es un municipio brasilero del estado de Mato Grosso. Se localiza a una latitud 16º37'23" sur y a una longitud 54º28'26" oeste, estando a una altitud de 248 metros. Su población estimada en 2004 era de 14.835 habitantes.
Posee un área de 4207,39 km².